# جایزه بزرگ بریتانیا ۱۹۷۹
جایزه بزرگ بریتانیا ۱۹۷۹ (انگلیسی: ‎1979 British Grand Prix‎)، که به‌طور رسمی با نام سی و دومین جایزه بزرگ مارلبرو بریتانیا شناخته می‌شود، یک مسابقهٔ موتوری در رشتهٔ اتومبیل‌رانی فرمول یک بود که در تاریخ ۱۴ ژوئیهٔ ۱۹۷۹ در پیست سیلورستون واقع در نورث‌همپتون‌شر، بریتانیا برگزار شد. این گراند پری در میان ۱۵ گراند پری در فصل ۱۹۷۹، مسابقهٔ شمارهٔ ۹ بود.
در این مسابقه که در ۶۸ دور و به مسافت ۳۲۰٫۸۷۱ کیلومتر (۱۹۹٫۳۸۰ مایل) برگزار شد، پول پوزیشن توسط آلن جونز کسب شد و سریع‌ترین زمان برای طی یک دور پیست که برابر با ۱:۱۴٫۴۰ بود نیز توسط کلی رگاتزونی به ثبت رسید.
کلی رگاتزونی از تیم ویلیامز-فورد، رنه آرنوکس از تیم رنو و ژان-پیر جاریه از تیم تایرل-فورد به‌ترتیب مقام‌های اول تا سوم مسابقه را کسب کردند.

## رده‌بندی قهرمانی پس از مسابقه
| جایگاه | راننده        | امتیاز  |
| ------ | ------------- | ------- |
| ۱      | جودی شکتر     | ۳۲ (۳۶) |
| ۲      | ژیل ویلنوو    | ۲۶      |
| ۳      | ژاک لافیت     | ۲۴      |
| ۴      | پاتریک دیپلر  | ۲۰ (۲۲) |
| ۵      | کارلوس روتمان | ۲۰ (۲۵) |
| منبع:  |               |         |

| جایگاه | سازنده       | امتیاز |
| ------ | ------------ | ------ |
| ۱      | فراری        | ۶۲     |
| ۲      | لیجیه-فورد   | ۴۷     |
| ۳      | لوتوس-فورد   | ۳۷     |
| ۴      | ویلیامز-فورد | ۲۳     |
| ۵      | تایرل-فورد   | ۲۱     |
| منبع:  |              |        |

یادداشت
- تنها پنج جایگاه نخست از هر رده‌بندی نمایش داده شده است.